# Ischnomorpha
Ischnomorpha is een geslacht van vlinders van de familie sikkelmotten (Oecophoridae), uit de onderfamilie Oecophorinae.

## Soorten
- I. atelesta Turner, 1936
- I. capnopleura Turner, 1936
- I. cimmeriella Meyrick, 1883
- I. elaphropa Turner, 1936
- I. euthemon Turner, 1936
- I. hermaea Meyrick, 1914
- I. idiotropa Turner, 1936
- I. leucospila Meyrick, 1920
- I. macromita Turner, 1936
- I. nefanda Meyrick, 1914
- I. plagiospila Lower, 1920
- I. potheta Turner, 1936
- I. semidalota Turner, 1936
- I. suffusa Turner, 1936
- I. symmicta Turner, 1936
- I. thrypticopa Meyrick, 1902